# 보스턴 리걸
보스턴 리걸(Boston Legal)은 2004년부터 2008년까지 방영된 법률 드라마이다.